# Grado en Ingeniería Informática

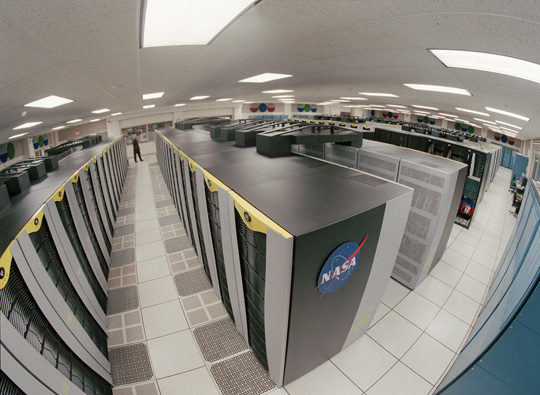
Centro de proceso de datos de la NASA en Columbia, compuesto por 20 clusters SGI Altix, un total de 10240 CPU.

Grado en Ingeniería Informática es el título de grado expedido al completar un programa de estudios que se basa en la adquisición de conocimientos técnicos, científicos, físicos (electrostática) y matemáticos para el diseño e implementación de sistemas y procesos de gestión de las tecnologías de la información y la comunicación (TIC) mediante computadoras/ordenadores, donde se obtiene un objetivo o invención.
Esta especialidad de la ingeniería, aplica los principios de la informática, el análisis físico-matemático para el diseño, desarrollo, prueba y evaluación de los sistemas de transporte de información y programas informáticos que se utilizan en entornos profesionales y de ocio.
Hoy en día cualquier organización confía en los ordenadores y en las tecnologías de la información para dirigir y realizar eficientemente su trabajo empresarial. Los futuros Graduados en Ingeniería Informática son analistas que ayudan a las organizaciones a utilizar esas tecnologías de manera efectiva e incorporarlas rápidamente a sus sistemas existentes.

## Educación
A nivel mundial es conocida como:
- Bachelor of Software Engineering

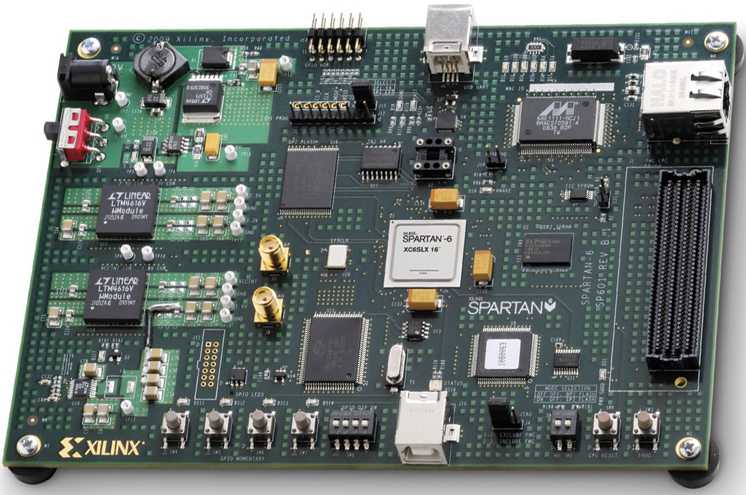
Un ejemplo de una placa FPGA de programación y evaluación, representativo de lo que un Graduado en Ingeniería Informática debe utilizar para el procesador, el hardware y diseño de software

- Bachelor of Information Technology
- Bachelor of Computer Information Systems
- Computer Engineering
- Technische Informatik
- Informationstechnik
- Génie logiciel
- Génie informatique
- Ingeniería informática
- Engenharia de Computação

## España
En España la formación para adquisición de los conocimientos necesarios para la obtención del título de Graduado en Ingeniería Informática, se estructura en una carrera de 4 años de duración más un Trabajo de Final de Grado (TFG), donde el alumno demuestra que ha asimilado todo lo necesario para realizar su profesión.
Actualmente, con la aplicación del proceso de Bolonia, estos estudios son los sucesores de la Ingeniería Técnica en Informática de Gestión, como de la Ingeniería Técnica en Informática de Sistemas. En el año 2010 las partes implicadas (Colegios Oficiales de Ingenieros e Ingenieros Técnicos en Informática, Consejo de Universidades, Conferencia de Decanos y Directores de Informática) llegaron a una especie de acuerdo para unificar los criterios de denominación de la titulación y de sus contenidos. Pero a día de hoy, únicamente se han creado las fichas marco que definen esta titulación en el Espacio Europeo de Educación Superior (EEES), y que no son de obligado cumplimiento por las universidades a diferencia del resto de ingenierías, si bien hay un compromiso por parte de ANECA de hacer cumplir las fichas en los Grados y Másteres en Ingeniería Informática.
La titulaciones de Grado en Ingeniería Informática, como tal o en sus distintas especialidades dan acceso a la profesión de Ingeniero Técnico en Informática y es la nueva titulación exigida para incorporarse a cualquier Colegio Profesional de Ingenieros Técnicos en Informática de los que hay repartidos por 11 comunidades autónomas de España.
El Grado en Ingeniería Informática da acceso a la profesión de Ingeniero Técnico en Informática en España, la cual es una profesión amparada legalmente por estudios universitarios oficiales y por sus atribuciones y competencias profesionales. Esas atribuciones se engloban genéricamente dentro de las propias de cualquier Ingeniero Técnico.en la legislación española. Las competencias profesionales de los ingenieros técnicos en informática se encuentran reguladas de forma transitoria en Resolución de 8 de junio de 2009, de la Secretaría General de Universidades, de forma análoga al resto de ingenierías con sus respectivas órdenes CIN.  
Un graduado en ingeniería informática requiere legalmente estar obligatoriamente colegiado para el ejercicio de la profesión de Ingeniero Técnico en Informática en algunas comunidades autónomas españolas:
- Andalucía: Ley 12/2005, de 31 de mayo, de creación del Colegio Profesional de Ingenieros Técnicos en Informática de Andalucía, artículo 4
- Castilla La Mancha:  Ley 5/2002, de 11 de abril, de creación del Colegio Oficial de Ingenieros Técnicos en Informática de Castilla-La Mancha, artículo 3.
- Comunidad Valenciana: Ley 7/2005, de 18 de noviembre, de creación del Colegio Oficial de Ingenieros Técnicos en Informática de la Comunidad Valenciana, artículos 3 y 4.
- Islas Canarias: Ley 7/2006, de 10 de noviembre, de Creación del Colegio Profesional de Ingenieros Técnicos en Informática de Canarias, artículo 4.
- Galicia: Ley 8/2006, de 1 de diciembre, de creación del Colegio Profesional de Ingeniería Técnica en Informática de Galicia, artículo 3.2.

mientras que en el resto de comunidades autónomas españolas donde exista colegio profesional es voluntaria. Los proyectos informáticos pueden ser visados en los correspondientes colegios profesionales.
El 19 de noviembre de 2008 se produjeron manifestaciones del colectivo de Ingenieros en Informática, calculándose un total de más de 45.000 personas en toda España, para defender su titulación en contra de las intenciones del proceso de Bolonia.
El título de Graduado en Ingeniería Informática, confiere legalmente a sus poseedores atribuciones y competencias profesionales, para proyectar, ejecutar y dirigir proyectos y toda clase de instalaciones y explotaciones en el ámbito de la ingeniería técnica informática según la normativa vigente

## Otros países
En Estados Unidos el ingeniero de software ha obtenido un Bachelor of Science o un Bachelor of Engineering. Un ejemplo práctico de la Ingeniería de software en Israel es el derecho a ser escrito en el registro de la ingeniería, y sería un delito grave si una persona se describe a sí misma como un ingeniero. La ley de ingeniería define que una persona no se puede autodenominar como ingeniero sin la correspondiente licencia o el registro, y podría ser sentenciado a una condena de hasta 6 meses de cárcel).
En Quebec, la profesión de ingeniero se rige por la Ordre des Ingénieurs du Québec (OIQ). Sólo los ingenieros inscritos en el Colegio y el ingeniero con licencia podrá utilizar el título de "Ingeniero de software". La orden también ha ganado en los tribunales contra Microsoft sobre el uso ilegal en Quebec del título de Ingeniero, utilizado en la formación MSCE (Microsoft Certified Systems Engineer).